# Kusiainen (ö i Norra Karelen, Joensuu)
Kusiainen är en ö i Finland. Den ligger i sjön Viinijärvi och i kommunen Outokumpu i den ekonomiska regionen  Joensuu ekonomiska region  och landskapet Norra Karelen, i den sydöstra delen av landet, 400 km nordost om huvudstaden Helsingfors. Öns area är 5,6 hektar och dess största längd är 380 meter i nord-sydlig riktning.